# 니시나리촌
니시나리촌(西成村)은 아이치현 니와군에 설치되었던 촌이다. 현재의 이치노미야시 동부에 해당한다.